# Internazionali BNL d’Italia 2013
Die Internazionali BNL d’Italia 2013 ist ein Tennisturnier der WTA Tour 2013 für Damen und ein Tennisturnier der ATP World Tour 2013 für Herren in Rom und fand zeitgleich vom 11. bis zum 19. Mai 2013 statt.

## Herrenturnier
→ Qualifikation: Internazionali BNL d’Italia 2013/Herren/Qualifikation

## Damenturnier
→ Qualifikation: Internazionali BNL d’Italia 2013/Damen/Qualifikation